# Барковский сельсовет
Барко́вский сельсовет — муниципальное образование со статусом сельского поселения в Тимском районе Курской области.
Административный центр — деревня Барковка.

## История
Статус и границы сельсовета установлены Законом Курской области от 21 октября 2004 года № 48-ЗКО «О муниципальных образованиях Курской области».
Законом Курской области от 26 апреля 2010 года № 26-ЗКО в состав сельсовета включены населённые пункты упразднённых Рождественского и Сокольского сельсоветов.

## Население
| 2002 | 2010  | 2012  | 2013  | 2014 | 2015 | 2016 |
| ---- | ----- | ----- | ----- | ---- | ---- | ---- |
| 457  | ↗1092 | ↘1033 | ↘1000 | ↘971 | ↘949 | ↘934 |
| 2017 | 2018  | 2019  | 2020  | 2021 |      |      |
| ↗961 | ↘940  | ↘898  | ↘868  | ↗872 |      |      |

## Состав сельского поселения
| №  | Населённый пункт | Тип населённого пункта          | Население |
| -- | ---------------- | ------------------------------- | --------- |
| 1  | Барковка         | деревня, административный центр | ↘170      |
| 2  | Богоявленка      | хутор                           | ↘14       |
| 3  | Букреевка        | хутор                           | ↘1        |
| 4  | Вольная Заря     | хутор                           | ↘62       |
| 5  | Дмитриевка       | деревня                         | ↘78       |
| 6  | Дуброва          | хутор                           | ↘10       |
| 7  | Еськов           | хутор                           | ↘39       |
| 8  | Кабицы           | хутор                           | ↘2        |
| 9  | Лыньково         | деревня                         | ↘0        |
| 10 | Морозовка        | деревня                         | ↘16       |
| 11 | Пахонок          | село                            | ↘103      |
| 12 | Прудок           | деревня                         | ↘4        |
| 13 | Рождественка     | село                            | ↘200      |
| 14 | Соколье          | село                            | ↘324      |
| 15 | Софиевка         | деревня                         | ↘25       |
| 16 | Украинка         | хутор                           | ↘38       |
| 17 | Чаевка           | хутор                           | ↘6        |